# Волконский, Григорий Семёнович
Князь Григо́рий Семёнович Волко́нский (25 января 1742 — 1824) — генерал от кавалерии, один из «екатерининских орлов», Оренбургский военный губернатор, член Государственного совета, кавалер всех Российских орденов.
Рюрикович, из княжеского рода Волконских. Сын князя, генерал-аншефа Семёна Фёдоровича Волконского (1703—1768) и Софьи Семёновны урождённой  княжны Мещерской.

## Биография
Детство провёл и воспитывался в доме барона Н.Г. Строганова, между Тверским бульваром и Большой Бронной улицей. Поступил учеником в Академическую гимназию (1751). Числился на службе коллегии юнкером (1754). В возрасте четырнадцати лет поступил на военную службу в чине поручика (1756), капитан (1757), обер-квартирмейстер (1762). Пожалован полковником Ряжского карабинерного полка (1763) и отпущен в отпуск (до 1765).
Назначен командиром Сибирского карабинерного полка (1768) и вместе с ним воевал против турок в Русско-турецкой войне 1768—1774 годов,  участвовал в военных действиях против польских конфедератов (1770—1772)
За победу при Кагуле (21 июля 1770), «пожаловали Мы, — писала Екатерина II командующему 1-й армией генералу П. А. Румянцеву, — полковников Енгепарда (имеется в виду полковник Вильгельм Карлович фон Энгельгардт), Панина, кн. Прозоровского и кн. Волконского — кавалерами 4 класса ордена Святого Георгия». Пожалован в генерал-майоры (21 апреля 1773). 
В чине генерал-майора, принял участие в усмирении крымских татар (1774-1776). Пожалован орденом Святой Анны (28 июня 1776). Пожалован в генерал-лейтенанты (24 ноября 1780). Пожалован орденом Святого Александра Невского (12 февраля 1786). Во время второй русско-турецкой войны командовал 1-й дивизией в составе Украинской армии генерал-фельдмаршала графа П.А. Румянцева, затем состоял при светлейшем князе Г. А. Потёмкине, объединившем командование, зачислен в корпус князя Н. В. Репнина (1787-1791). Участвовал в бою при Малой Сальчи, где лично вёл в атаку Киевский карабинерный полк и опрокинул 5-тысячный турецкий отряд (18 августа 1789).
Главным сражением в военной судьбе Волконского стало сражение у дунайского города Мачин (28 июня 1791), где командовал корпусом в армии, под началом своего тестя фельдмаршала князя Н.В. Репнина, на который пришлась основная тяжесть боя. В ходе шестичасовой битвы находился в передовой линии войск и был ранен в голову саблей. Турки здесь потеряли четыре тысячи человек, русские — в шесть раз меньше. «Во уважении на усердную службу и мужественные подвиги, коими он отличался в сражении при Мачине», генерал-поручик князь Волконский награждён орденом Святого Георгия II степени.
Произведён в генерал-аншефы (11 декабря 1794). Командовал 2-й дивизией в армии А. В. Суворова (1795-1796). Полководец был доволен своим учеником — «неутомимым Волконским», как называл он князя Григория Семёновича за его энергичность. В 1794-1797 годах командовал всеми войсками северо-западного побережья Чёрного моря. Получил чин действительного тайного советника (02 декабря 1797) и назначен  сенатором. Уволен от службы (1800). Произведён в генералы от кавалерии (14 июля 1803).
Александр I назначил князя Волконского оренбургским военным губернатором (14 июля 1803), при этом он становился инспектором Оренбургской инспекции и в обязанность ему вменялось  управление гражданской частью Оренбургской губернии.
За время своего управления трудился, главным образом, над облегчением участи заводского и горно-промышленного населения. Он часто совершал переезды верхом, знакомясь с дальними углами вверенного ему обширного края. Снарядил научную экспедицию в Киргизские степи (1813), которая открыла руду серебристого свинца.

«За состояние в порядке» Оренбургской губернии награждён высшим орденом России — Святого Андрея Первозванного (18 ноября 1806). О расположении императора Александра I свидетельствует не только это награждение, но и тот факт, что за время своего двухмесячного пребывания в столице князь пятнадцать раз приглашался к обеду в Зимний дворец. 

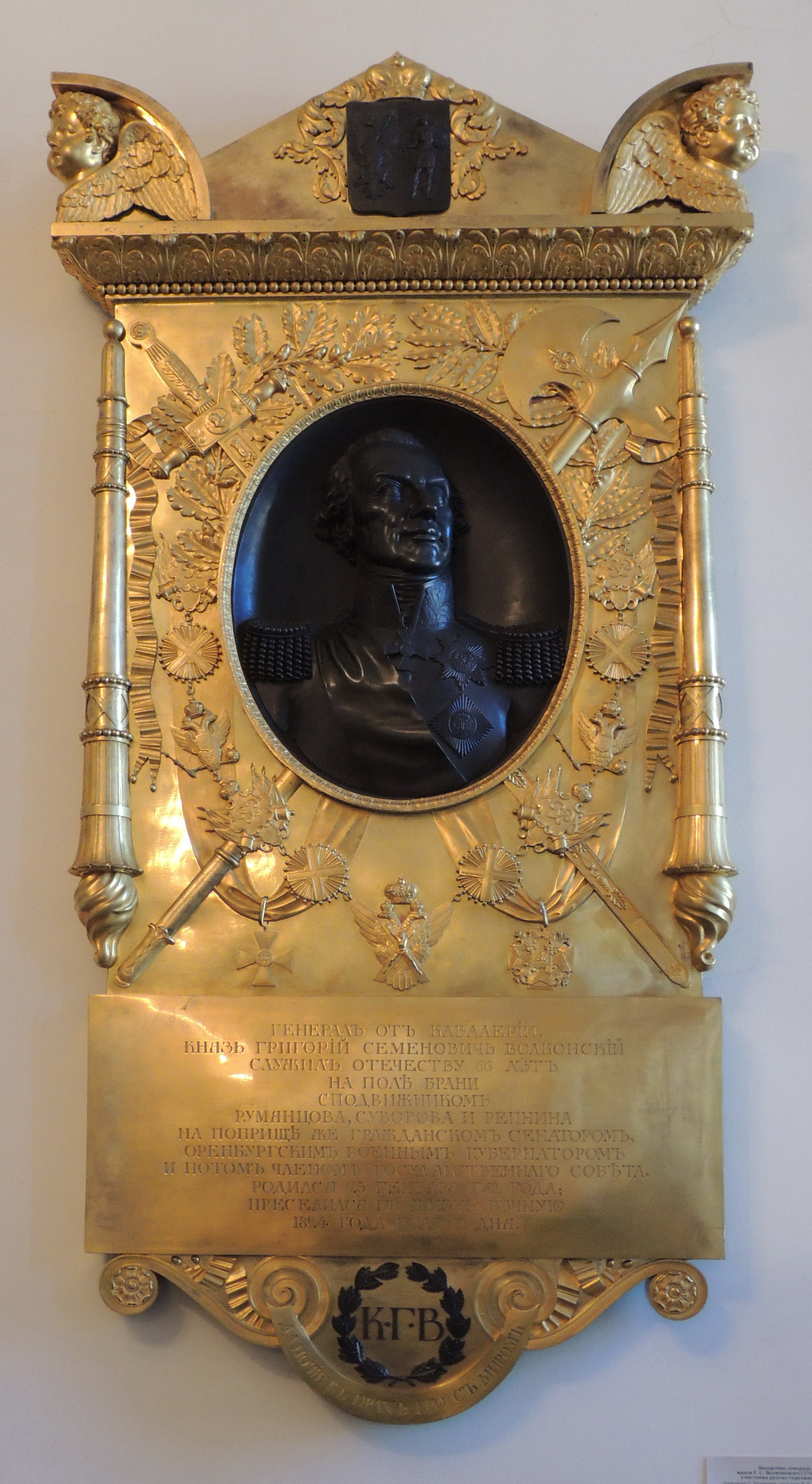
Пристенный памятник над могилой Г. С. Волконского

Вызван в Петербург и назначен членом Государственного совета (26 декабря 1817). На этом посту он и умер († 17 июля 1824), прослужив 66 лет.
Его прах был перенесён из Духовской церкви Александро-Невской лавры в Благовещенскую (1937).

## Эксцентричность
Из-за контузии в голову князь Григорий Семёнович отличался некоторыми странностями в поведении. Бумаги князь подписывал, не читая, и только спрашивал правителя канцелярии: «Ты читал, что здесь написано?» — «Читал, ваше сиятельство». — «Побожись». Правитель божился, что читал, и тогда его сиятельство изволил подписывать всё, что ему ни подавали.
Одно из чудачеств Волконского — это подражание А. В. Суворову, память к которому он благоговейно хранил всю жизнь. Как и Суворов, считавший прусскую военную форму уродливой, он не хотел носить косы и букли, чем навлек на себя гнев императора Павла I. А. Я. Булгаков писал (25 августа 1818) года из Петербурга брату:

Вчера попалось мне странное явление на перспективе. Старик с седою бородою идёт с припрыжкою. Андреевская и георгиевская звёзды, военный шитый мундир, вместо камзола жилет атласный синий, без шляпы и шпаги, сгорбившись. Вдруг остановился, начал кланяться в землю перед Казанскою. Увидев меня, начал меня крестить и целовать. Кто это? Суворов! Нет, кто же? Князь Григорий Семёнович Волконский, шедший в этом убранстве домой из Невского монастыря, где был вынос тела князя Куракина. Точно мертвец. За ним так и шла толпа народу, а он идёт, как будто танцуя польский, но один, даже без лакея. Экой чудак!
Как и Суворов, оренбургский губернатор любил холод. Так, А. И. Второв писал, что Волконский «зимой и летом ежедневно обливался холодной водой, ходил часто по улицам без верхнего платья и говорил „Суворов не умер. Он во мне!“». Поливал на себя очень много одеколона, становился на колени среди улицы для молитвы, нагружал карету съестными припасами для раздачи неимущим, проводил долгие часы в Казанском соборе перед иконой Божией матери.

## Семья

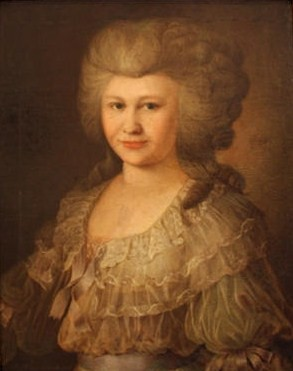
Александра Волконская на портрете Ж.-Л. Вуаля

Жена (с 29 апреля 1778) —  княжна Александра Николаевна Репнина (1757—1834), дочь генерал-фельдмаршала Н. В. Репнина от брака с княжной Н. А. Куракиной. Венчались в соборе Св. Исаакия Далматского в Петербурге, поручителями были А. А. Нарышкин и отец невесты князь Репнин. Занимала высокие посты при дворе, кавалерственная дама ордена Святой Екатерины малого креста (с 1797), статс-дама (с 1808). На коронацию Николая I (1826) получила орден Св. Екатерины большого креста. Исполняла должность обергофмейстерины императрицы Александры Фёдоровны. Скончалась († 23 декабря 1834), похоронена на кладбище Александро-Невской лавры. Дети:
- Николай Григорьевич (28.01.1779—06.01.1845) — по Высочайшему повелению наследственно принял фамилию деда Н. В. Репнина (1801), дипломат, видный участник наполеоновских войн, генерал от кавалерии.
- Александр Григорьевич (около 1778—07.02.1780)
- Никита Григорьевич (09.07.1781—18.12.1841) — участник войны 1812 года, генерал-майор, впоследствии — егермейстер двора.
- Григорий Григорьевич (08.10.1782—28.02.1783)
- Софья Григорьевна (19.08.1786—26.03.1868) — фрейлина, около 1802 года вышла замуж за дальнего родственника, министра и фельдмаршала князя П. М. Волконского; стас-дама (с 1839). Близкая знакомая Пушкина, который снимал квартиру в принадлежавшем ей доме на набережной Мойке.
- Сергей Григорьевич (08.12.1788—28.11.1865) — генерал-майор, один из лидеров декабристского движения.

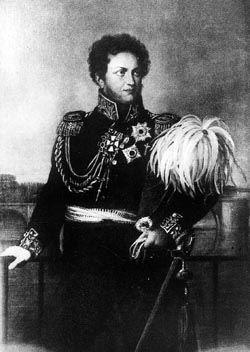
Николай Григорьевич
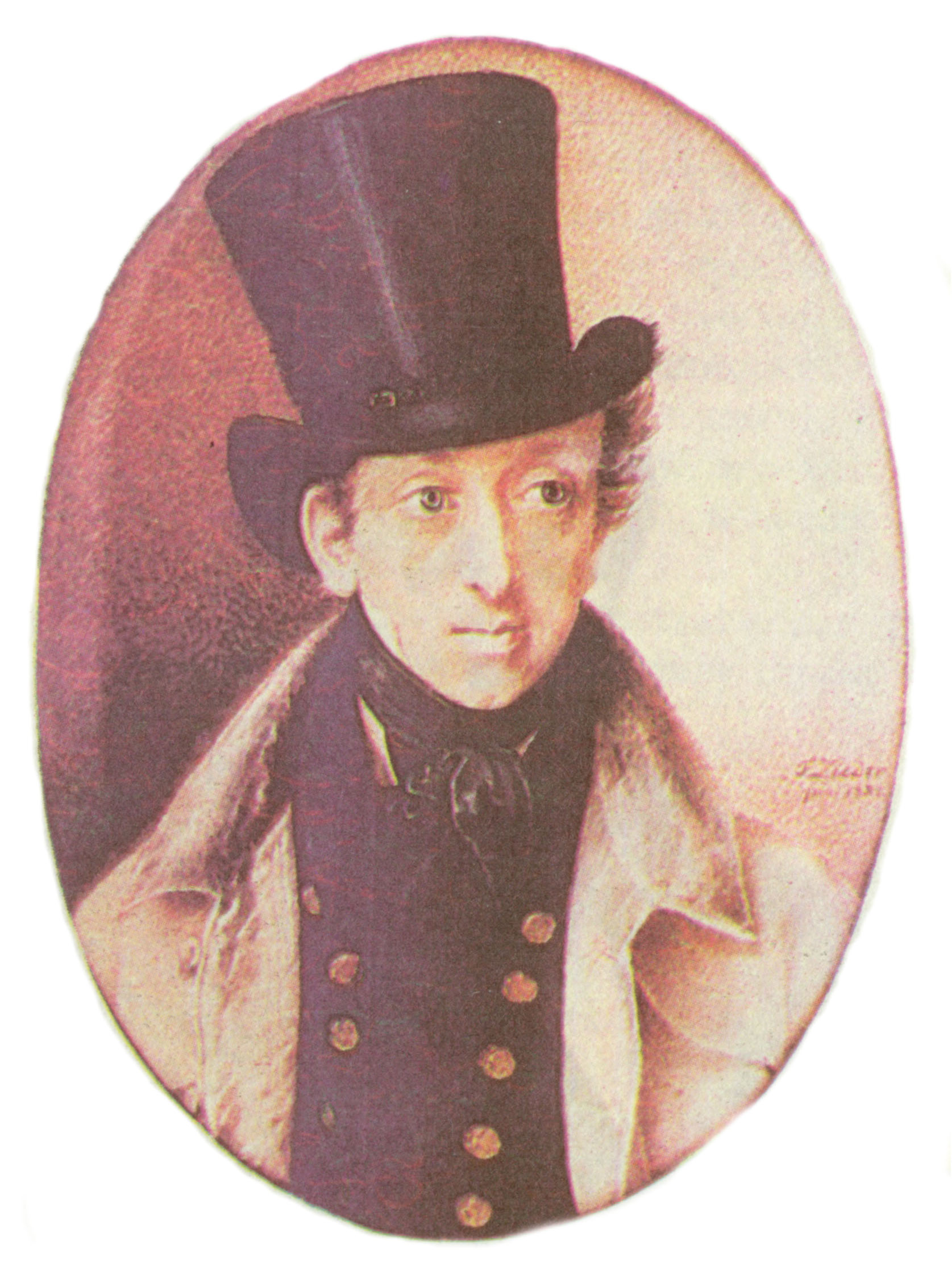
Никита Григорьевич
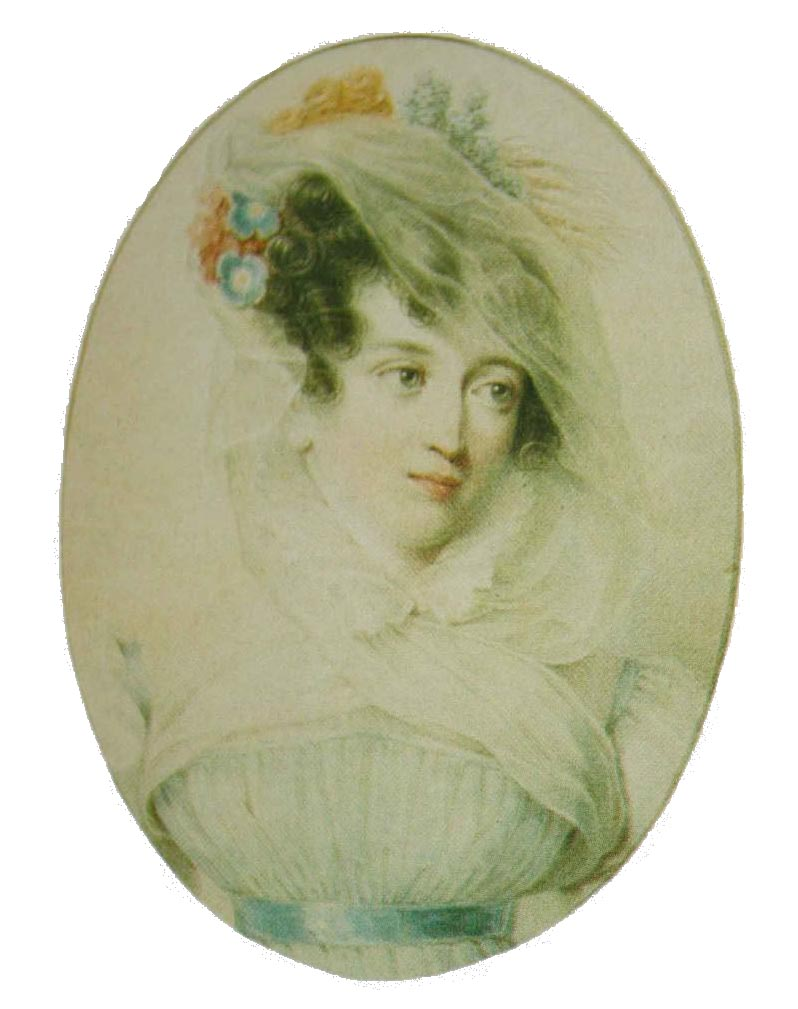
Софья Григорьевна
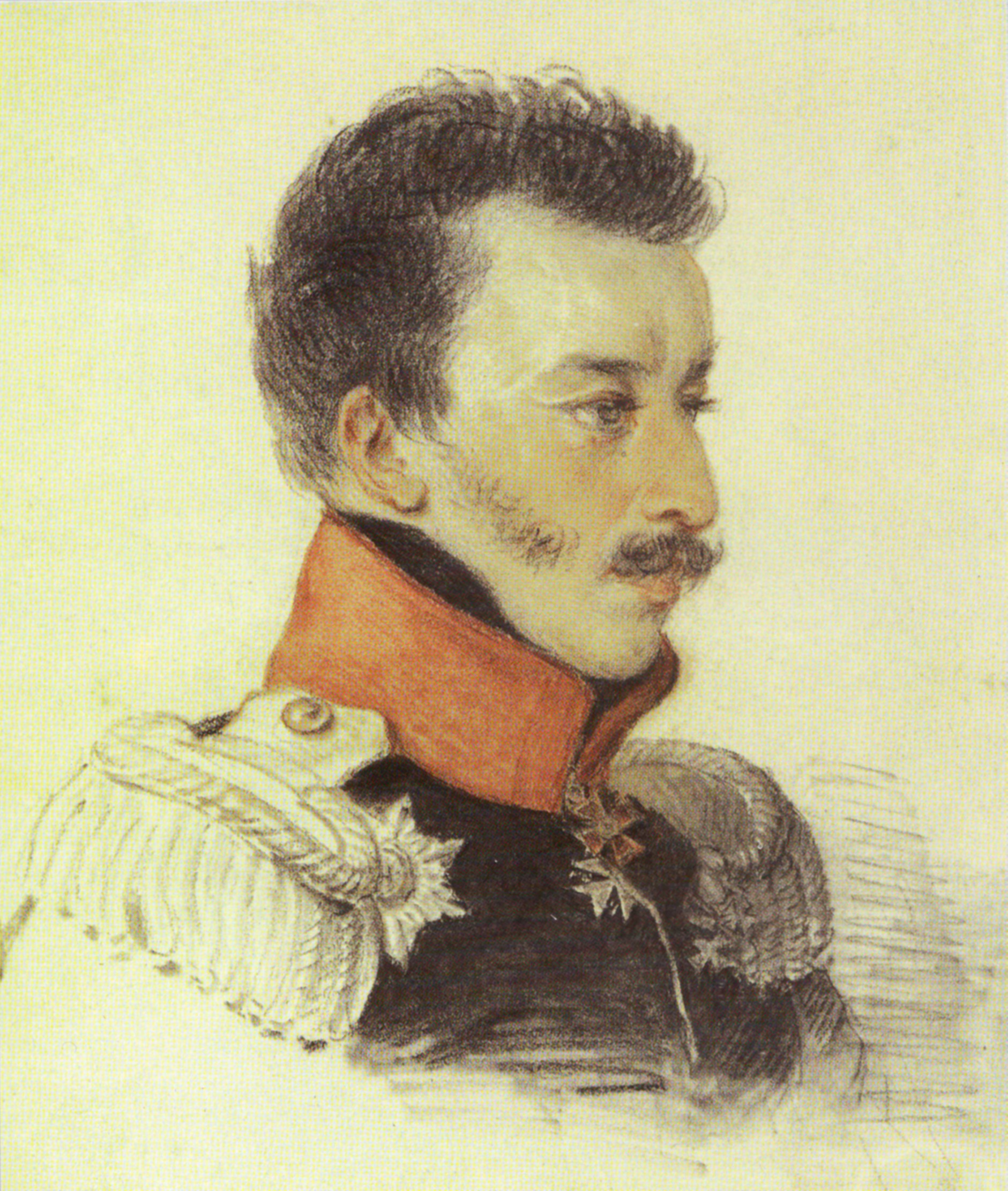
Сергей Григорьевич